# Готня
Готня — вузлова вантажна залізнична станція Бєлгородського відділення Південно-Східної залізниці РЖД на перетині залізничних ліній Льгов — Готня — Харків та Суми — Готня — Бєлгород. Від станції Готня відгалуджується залізнична лінія до селищ Рокитне (станція Зинаїдине) та Івня, яка використовується виключно для вантажного сполучення. На північ від станції пролягає межа з Московською залізницею. Розташована в селищі Пролетарський (колишнє — Готня) Ракитянського району Бєлгородської області.
Вокзал станції Готня одноповерховий, помаранчевого кольору з яскраво-червоним дахом, острівного типу. На станції розташоване вагонне ремонтне підприємство, що належить ТОВ «Трансвагонмаш».

## Історія
За даними російських джерел, станція Готня відкрита 1903 року в складі діючої приватної Бєлгород-Сумської залізниці. Однак у документах і джерелах початку ХХ століття роздільний пункт на місці сучасної станції Готня не вказується, а в нетарифних роздільних пунктах у цьому місці для відносно непротяжної приватної залізниці потреби не було. У 1903—1909 роках на місці сучасної станції Готня був лише одноколійний перегін Ракитне — Свікловична Бєлгород-Сумської залізниці.
У 1908 році розпочалося будівництво приватної Північно-Донецької залізниці, яке спорудило на сполученні із Бєлгород-Сумською залізницею повноцінну вузлову залізничну станцію, будівлю залізничного вокзалу та інші станційні споруди, включаючи паровозне депо. До 1909 року точне місцезнаходження залізничного вузлу Північно-Донецької залізниці з Бєлгород-Сумською залізницею точно було не відомо, існувало три варіанти будівництва Північно-Донецької залізниці, два з яких — через Готню. У 1908—1909 роках назва станції Готня використовувалося без точної прив'язки до місцевості, оскільки балка Готня, яка дала назву роздільному пункту, пролягала практично паралельно діючій Бєлгород-Сумській та проєктованій Північно-Донецькій залізницям на протяжному відтинку, а станція Готня була побудована лише у 1910 році, у 1911 році — офіційно відкрита. 

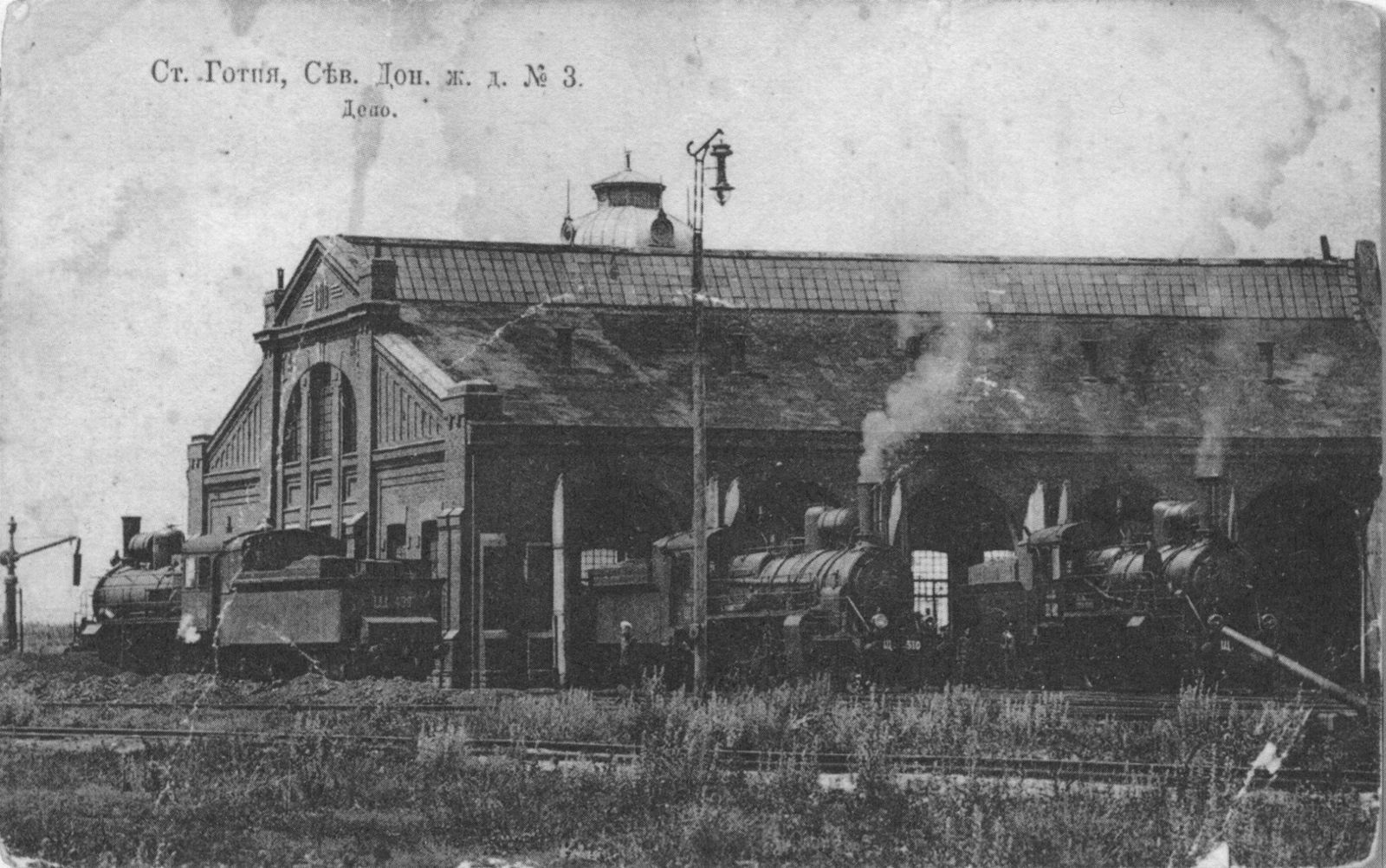
Паровозне депо станції Готня (1910-ті)

1911 року введена в експлуатацію лінія Льгов ІІ — Харків Північно-Донецької залізниці. Було налагоджене курсування двох пар поїздів пасажирського сполучення Льгов — Родакове. Одночасно по станції Готня почали зупинятися поїзди пасажирського сполучення Білгород-Сумської залізниці. У 1914—1917 роках в передсвяткові та святкові дні від станції Готня призначався додатковий пасажирський поїзд до Харкова. З першої половини 1930-х років від станції Готня курсували приміські поїзди до Харкова.
2 січня 1913 року, за вказівкою імператора Миколи II, почалося будівництво залізниці до Ракитянського бурякоцукрового заводу.
2003 року, на честь 100-річчя відкриття станції, була проведена реконструкція залізничного вокзалу, платформ і службових будівель. У 2005 році вагонне депо Готня було приєднано до ремонтного вагонного депо Бєлгород. 17 вересня 2008 року майно вагонного ремонтного депо Бєлгород на станції Готня було продано ТОВ «Трансвагонмаш».

## Пасажирське сполучення
| Пасажирські поїзди, що курсували через станцію Готня (до 1991) | Пасажирські поїзди, що курсували через станцію Готня (до 1991) |
| №                                                              | Маршрут сполучення                                             |
| -------------------------------------------------------------- | -------------------------------------------------------------- |
| 46/45                                                          | Сімферополь — Ленінград                                        |
| 54/53                                                          | Адлер — Ленінград                                              |
| 80/79                                                          | Адлер — Мурманськ                                              |
| 184/183                                                        | Маріуполь — Ленінград                                          |
| 248/247                                                        | Маріуполь — Брянськ                                            |
| 273/274                                                        | Харків — Брянськ                                               |
| 316/315                                                        | Севастополь — Ленінград                                        |
| 364/363                                                        | Новоросійськ — Мурманськ                                       |
| 366/365                                                        | Новоросійськ — Ленінград                                       |
| 368/367                                                        | Анапа — Ленінград                                              |
| 400/399                                                        | Сочі — Мурманськ                                               |
| 508/507                                                        | Сімферополь — Воркута                                          |
| 508/507                                                        | Сімферополь — Архангельськ                                     |
| 510/509                                                        | Сімферополь — Ленінград                                        |
| 510/509                                                        | Сімферополь — Мурманськ                                        |
| 546/545                                                        | Сухумі — Ленінград                                             |
| 554/553                                                        | Адлер — Смоленськ                                              |
| 590/589                                                        | Сімферополь — Смоленськ                                        |

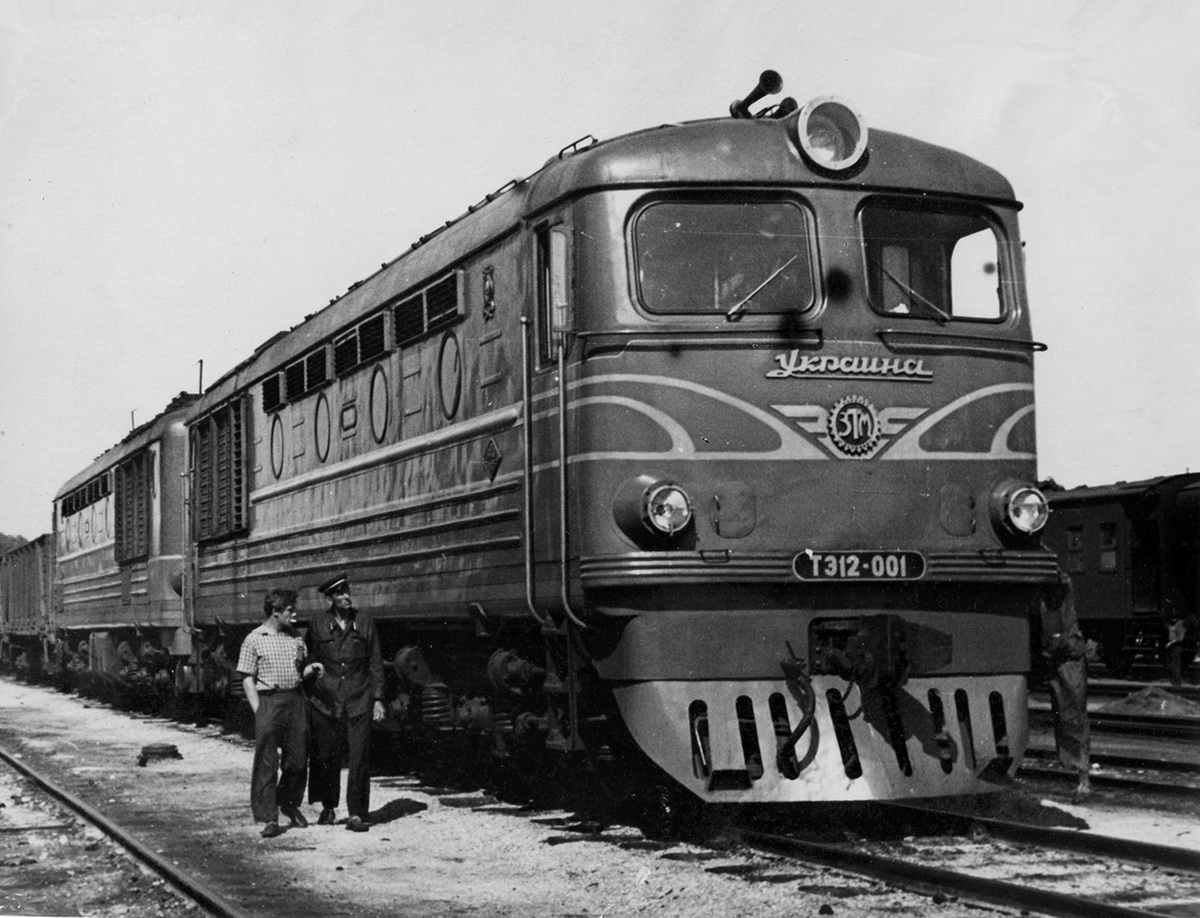
ТЕ12 (2ТЕ10)-001 на станції Готня (1960)

З 2012 року припинено рух приміських поїздів до станції Льгов-Київський.
До 2015 року здійснювалося пряме залізничне сполучення зі станціями Свікловичною,
Харковом, Сумами та Ворожбою.
До 2018 року існувало пасажирське сполучення до станції Хотмижськ. Станом на 2020 рік курсувала щонеділі одна пара приміського поїзда сполученням Бєлгород — Готня.
Станом на 2021 рік, маршрут руху приміських поїздів з Бєлгорода скорочений до Томарівки, до станції Готня рух приміських поїздів скасований, а дільниця Готня — Псел (Льговського напрямку) закрита для руху поїздів.